# Apethymus serotinus
Apethymus serotinus ist eine Pflanzenwespe aus der Familie der Echten Blattwespen (Tenthredinidae). Die Art wurde von Otto Friedrich Müller 1776 als Tenthredo serotinus erstbeschrieben. Das lateinische Art-Epitheton serotinus bedeutet „spät“ oder „spätreif“ und bezieht sich offensichtlich auf deren spätes Erscheinen im Jahr.

## Merkmale
Die ausgewachsenen Pflanzenwespen (Imagines) von Apethymus serotinus sind schwarz und besitzen eine Körperlänge von 7–11 mm. Das 6., 7. und 8. Fühlerglied der Weibchen sind weiß gefärbt. Die Fühlerspitze ist verdunkelt. Auffällig für die Art sind die Beine der Pflanzenwespen, da diese teilweise weiß gefärbt sind. Die Femora (Schenkel) sind rötlich. Der basale Abschnitt der Tibien (Schienen) ist weiß, während der apikale Teil sowie die Tarsen (Füße) schwarz sind.
Die hauptsächlich grau gefärbten Larven (Afterraupen) erreichen eine Länge von 25 mm.

## Vorkommen
Die Tiere kommen in ganz Europa einschließlich den Britischen Inseln vor und sind in Mitteleuropa weit verbreitet.

## Lebensweise
Die Imagines von Apethymus serotinus fliegen im Spätsommer und Herbst (Mitte September bis in den November). Sie legen ihre Eier in die Rinde jüngerer Zweige von Eichen (Quercus) ab, wo diese überwintern. Im Frühjahr schlüpfen die Larven und fressen an den frisch austreibenden Eichenblättern. Die Larven durchlaufen über einen Zeitraum von etwa einem Monat 6 Stadien, bevor sie im Boden eine Sommerdiapause einlegen und sich anschließend verpuppen. Zu den Wirtspflanzen der Art gehören die Traubeneiche (Quercus petraea), die Flaumeiche (Quercus pubescens) und die Stieleiche (Quercus robur). In Auwäldern kann es gelegentlich zu Massenvermehrungen und entsprechenden Forstschäden kommen.

## Synonyme
Aus der Literatur sind folgende Synonyme bekannt:
- Apethymus braccatus (Gmelin in Linnaeus, 1790)